# Komisja Edukacji (Senat)
Komisja Edukacji wchodzi w skład stałych komisji senackich. Utworzona została na początku XI kadencji, obok Komisji Nauki i Komisji Sportu – w miejsce dawnej Komisji Nauki, Edukacji i Sportu. Przedmiotem działania komisji są: 
- system kształcenia i wychowania dzieci i młodzieży,
- doskonalenie zawodowe nauczycieli,
- poradnictwo zawodowe dla młodzieży,
- organizacja instytucji oświatowych.

## Prezydium komisji wSenacie XI kadencji
- Waldemar Witkowski (Lewica) – przewodniczący,
- Włodzimierz Bernacki (PiS) – zastępca przewodniczącego,
- Agnieszka Kołacz-Leszczyńska (KO) – zastępca przewodniczącego,
- Stanisław Pawlak (Lewica) – zastępca przewodniczącego.